# Fritz von Brodowski
Pour les articles homonymes, voir von Brodowski.
Fritz von Brodowski est un général allemand de la Seconde Guerre mondiale (26 novembre 1886 - 28 octobre 1944).

## Biographie
Fritz est le fils du général d'infanterie prussien Fedor von Brodowski (de) (1841-1923).
Brodowski rejoint le 10 mars 1904 le 6e régiment de cuirassiers de l'armée prussienne à Brandebourg-sur-la-Havel en tant que porte-drapeau. Du 6 novembre 1904 au 8 juillet 1905, il est affecté à l'école de guerre (de) de Glogau et est ensuite promu lieutenant. Au sein de son régiment, Brodowski sert à partir du 21 octobre 1908 en tant qu'officier de justice, puis est transféré le 18 octobre 1909 au régiment de cuirassiers de la Garde. Le 1er octobre 1912, il est envoyé à l'Académie de guerre pour poursuivre sa formation. 
Avant 1938, il est commandant du Reiter-Regiment 16 (de) de la Reichswehr. Du 1er mai 1938 au 26 décembre 1941, il est nommé inspecteur des forces armées de réserves à Stuttgart.
Le 1er juin 1942, il est nommé chef de la Feld-Ersatz-Division B (division de remplacement sur le terrain B) auprès de l'Armée hongroise, avec pour mission de contrôler son engagement tactique et sa mise en état de défense sur le Don. Du 25 septembre 1942 au 14 mars 1943, il commande la 404e division (Landesschützen) (de) à Dresde. Chef de l'état-major d'instruction auprès du commandant de la Wehrmacht aux Pays-Bas. Oberfeldkommandant (commandant en chef) à Kiev en Ukraine à l'été 1943, Oberfeldkommandant à Lille. Le 15 avril 1944, il devient Oberfeldkommandant à Clermont-Ferrand (HVS 588).
En 1944, Fritz Brodowski est commandant du HVS 588 qui contrôle, par l'intermédiaire des VS, neuf départements : Corrèze, Haute-Vienne, Creuse, Dordogne, Haute-Loire, Puy-de-Dôme, Cantal, Allier, Indre
Fin mai 1944, le général von Brodowski inquiet des concentrations de maquis dans le Cantal demande au KHS installé à Lyon l'engagement de troupes pour combattre les « bandes terroristes ».
Il fait créer la brigade Jesser destinée à la répression et à l’anéantissement des maquisards auvergnats et limousins, qui sévira dans ces régions de juin à août 1944 notamment en juillet La colonne Von Jesser aidée de la Milice française de Limoges sous les ordres de Jean de Vaugelas, installé par Joseph Darnand comme chef régional de la milice, attaqua le maquis de Georges Guingouin pour la Bataille du Mont Gargan. Brodowski n'a pas désavoué les massacres de Tulle et d'Oradour-sur-Glane par la 2e division SS « Das Reich » aux ordres du général Heinz Lammerding.
Le 1er septembre 1944, il est à la tête du Kampfgruppe « von Brodowski » et combat sur le front des Vosges où il est capturé par les troupes françaises, à Corre, le 19 septembre 1944. Emprisonné dans la citadelle de Besançon, il est tué le 28 octobre 1944 dans des circonstances troubles.

## Circonstances de la mort du général von Brodowski

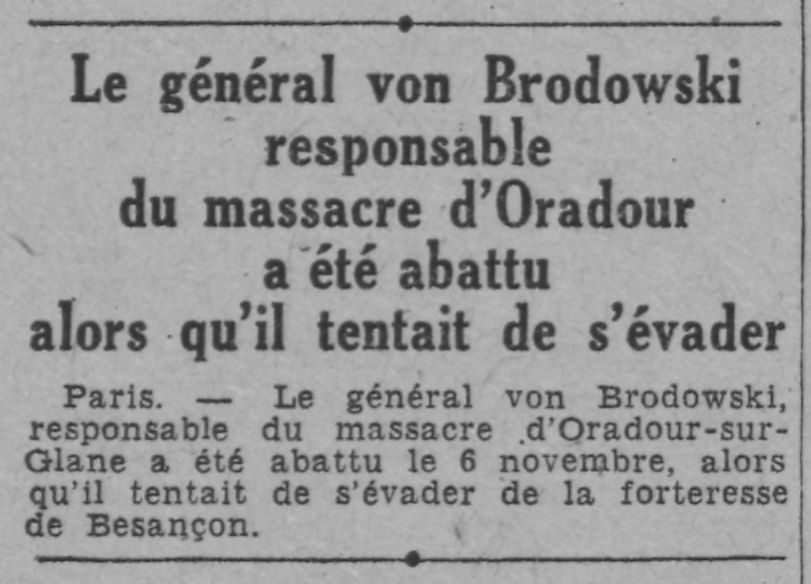
L'Echo d'Alger du 9 novembre 1944

La mort de von Brodowski n'est rendue publique dans les médias qu'à partir du 9 novembre. La presse affirme alors que le général serait mort le 6 novembre lors d'une tentative d'évasion, sans plus de précision.
Après la guerre, le général de Lattre affirma dans son Histoire de la 1re armée française, publiée en 1949, que le général von Brodowski avait été tué « par une sentinelle sénégalaise » alors qu'il tentait de s'évader de la citadelle de Besançon. 
Plusieurs années après la publication de l’ouvrage de De Lattre, une nouvelle version de cette affaire est donnée par le général Gilles Lévy, ancien résistant, dans son livre Drames et secrets de la Résistance : des ombres enfin dissipées, publié en 1983. Dans cet ouvrage, et à partir du témoignage d’un ancien résistant du nom de Jean Meyer, Gilles Lévy relate les conditions dans lesquelles serait mort von Brodowski, conditions que Gilles Lévy qualifie toutefois lui-même de « circonstances pour le moins curieuses », semblant ainsi montrer un certain scepticisme. Voici comment Gilles Lévy raconte les faits : « Le 28 octobre 1944, après qu’il eut effectué sa promenade quotidienne dans la cour de la citadelle et été reconduit dans sa cellule, les FFI qui l’accompagnaient commirent étrangement une grave négligence. Ils oublièrent de fermer comme d’habitude deux grosses portes, celle de sa cellule et une autre qui donnait sur les escaliers. Malheureusement pour lui, le général remarqua cet oubli. Aussi vers 18 heures 35, tout doucement, il ouvre la première porte puis la seconde et, sans faire le moindre bruit, se hâte vers l’escalier de l’infirmerie qui donne accès à la cour intérieure d’une part et, de l’autre, au chemin de ronde. Mais il avait compté sans le soldat Jean Meyer de la 1re compagnie du régiment de Franche-Comté, placé depuis 18 heures en sentinelle devant sa porte. Meyer s’était absenté quelques instants. Il se préparait à regagner son poste lorsqu’il aperçut dans le couloir une ombre qui se glissait sans bruit vers l’extérieur. Il fait dit-il, les sommations d’usage et, l’interpellé dans lequel il reconnaît le général von Brodowski, qui arrivait à l’escalier de l’infirmerie, n’ayant pas obéi (peut-être ne comprenait-il pas le français ?), fait feu à deux reprises. Brodowski s’écroule d’une balle dans la poitrine et d’une autre dans la tête. »
Cette thèse est reprise en 2017 par une jeune historienne, Anne-Laure Charles, qui a retrouvé la trace de Jean Meyer, âgé de 17 ans en 1944, lequel maintient être celui qui a abattu von Brodowski. Toutefois, son récit diffère sensiblement de celui qu’il tenait dans les années 1980 : en effet, Jean Meyer prétend désormais que le général von Brodowski avait tenté de « l'agresser au moment où le jeune FFI était en train d'uriner ». D'où les deux coups de feu tirés par Jean Meyer pour se défendre contre le général.
Entre-temps, la version de Jean Meyer a été totalement remise en cause lors d'une conférence prononcée en 1991 par M. Grandhay devant la Société d'Agriculture, Lettres, Sciences et Arts de Vesoul. M. Grandhay a en effet révélé, lors de cette conférence de 1991, être en possession d'un récit écrit dans les années 1970 par un prêtre de Haute-Saône qui était son ami. Ce dernier avait demandé à l'époque à M. Grandhay de ne faire connaître son récit qu'après son décès et en respectant son anonymat. Ce prêtre était encore séminariste en 1944 et avait rejoint les FFI. Le soir du 28 octobre 1944, le séminariste était chef de poste chargé de la garde des prisonniers allemands de la citadelle de Besançon. Lui et d'autres sentinelles décidèrent de tuer le général von Brodowski, considéré comme le responsable du massacre d'Oradour-sur-Glane (10 juin 1944), en simulant une tentative d'évasion de ce dernier. Le séminariste a donc demandé à un FFI, dénommé X…, de se cacher près de la chambre du général dont la porte avait été délibérément laissée ouverte par les FFI et sans surveillance apparente, dans le but d'inciter le captif à s'échapper. Au moment où le général sortit de sa chambre, le FFI l'abattit de deux balles. Le séminariste et ses camarades expliquèrent par la suite à leurs supérieurs que le général avait soi-disant essayé de désarmer la sentinelle et de s'échapper. Le récit circonstancié de l'assassinat du général von Brodowski, écrit par le prêtre, a été publié en larges extraits par Henri Amouroux, en annexe de La Grande Histoire des Français après l'Occupation, septembre 1944 - octobre 1945.

## Conséquences de la mort du général von Brodowski
La mort de Brodowski fut annoncée le 8 novembre 1944 par la chaîne française Radio Londres et dans la presse française le lendemain. Adolf Hitler a ensuite ordonné en représailles le meurtre d'un général français, Gustave Mesny. Ce dernier fut tué par les SS le 19 janvier 1945 au cours d'un transfert de prison.